# Клуге, Фридрих
Фридрих Клуге (нем. Friedrich Kluge; 21 июня 1856 — 21 мая 1926) — филолог-германист.

## Биография
С 1874 года Фридрих Клуге изучал сравнительное языкознание, а также классическую и современную филологию в университетах Лейпцига, Страсбурга и Фрайбурга-им-Брайсгау. Он получил докторскую степень в Страсбурге в 1878 году и завершил там свою абилитацию в 1880 году на немецком и английском языках.
С 1884 года он был адъюнкт-профессором Йенского университета, а с 1886 года — профессором. В 1893 году он принял приглашение в Университет Фрайбурга-им-Брайсгау, где он сменил своего учителя Германа Пауля, получив статус профессора немецкого языка и литературы.
Его имя наиболее известно благодаря созданному им «Этимологическому словарю немецкого языка» (часто называемому просто «Kluge»), опубликованному в 1883 году, который на сегодняшний день выдержал множество переизданий (последний раз — 25-е издание в 2011 году) и стал классической работой по немецкой этимологии.
Одним из первых немецких ученых он занимался интенсивным изучением профессиональных и специальных жаргонов, таких, как жаргон моряков, жаргон преступников и студенческий жаргон, что нашло отражение в его словаре и в отдельных публикациях.
В 1894—1895 году Клюге вместе с Фридрихом Пфаффом и Элардом Хьюго Мейером провел письменное исследование фольклора Бадена. Оно легло в основу «Баденского словаря» (Badische Wörterbuch), одного из крупнейших словарей немецкого языка, содержащего лексику алеманнского, рейнско-франконского и восточно-франконского диалектов, который ученик Клюге Эрнст Охс начал создавать в 1914 году.
В 1900 году Клюге основал журнал Zeitschrift für deutsche Wortforschung, который издавался до 1914 года. С 1892 года он стал действительным членом Саксонской академии наук в Лейпциге. В 1910 году стал экстраординарным членом Гейдельбергской академии наук.
Его наследие хранится в архиве библиотеки Фрайбургского университета.
Одним из современников Клуге был лингвист Эрнст Вассерзиер, составивший этимологический словарь немецких имен.

## Труды
- Etymologisches Wörterbuch der deutschen Sprache. Trübner, Straßburg 1883 (zu Lebzeiten Kluges neun weitere Auflagen bis 1926, postum zuletzt 25. Auflage. De Gruyter, Berlin 2011, ISBN 978-3-11-022364-4).
- Von Luther bis Lessing. Sprachgeschichtliche Aufsätze. Trübner, Straßburg 1888 (und weitere drei Auflagen bis 1904; 5. Auflage: Quelle & Meyer, Leipzig 1918).
- Deutsche Studentensprache. Trübner, Straßburg 1895 (Neuausgabe: Studentengeschichtliche Vereinigung des CC, Nürnberg 1984—1985).
- Rotwelsches Quellenbuch. Trübner, Straßburg 1901 (Nachdruck: de Gruyter, Berlin 1987, ISBN 3-11-010783-X) — einziger erschienener Band einer geplanten Reihe Rotwelsch. Quellen und Wortschatz der Gaunersprache und der verwandten Geheimsprachen.
- Unser Deutsch. Einführung in die Muttersprache. Vorträge und Aufsätze. Quelle & Meyer, Leipzig 1907 (und weitere fünf Auflagen bis 1958).
- Seemannssprache. Wortgeschichtliches Handbuch deutscher Schifferausdrücke älterer und neuerer Zeit. Verlag der Buchhandlung des Waisenhauses, Halle a. d. Saale 1908 (Nachdruck der Ausgabe 1911: Hain, Meisenheim 1973, ISBN 3-920307-10-0).
- Wortforschung und Wortgeschichte. Aufsätze zum deutschen Sprachschatz. Quelle & Meyer, Leipzig 1912.
- Nominale Stammbildungslehre der altgermanischen Dialekte. Max Niemeyer, Halle (Saale) (3. Aufl., bearbeitet von Ludwig Sütterin und Ernst Ochs) 1926.